# هلتون دوس ریس
هلتون دوس ریس (انگلیسی: Helton Dos Reis؛ زادهٔ ۱ مهٔ ۱۹۸۸) بازیکن فوتبال اهل فرانسه است.
از باشگاه‌هایی که در آن بازی کرده‌است می‌توان به باشگاه فوتبال شنژن، باشگاه فوتبال لوکوموتیو صوفیه، باشگاه فوتبال لیتکس لووچ، باشگاه فوتبال آپولون لیماسول، و باشگاه فوتبال سن-اتین اشاره کرد.